# Березняк Олександр Якович
Олександр Якович Березняк (1912—1974) — радянський конструктор літаків і ракет, керівник «філії ОКБ — 155 за темою Б» (ОКБ-155-1, нині — МКБ «Радуга»). Лауреат Ленінської премії і Державної премії СРСР; Заслужений діяч науки і техніки РРФСР.

## Біографія
Народився 16 (29) грудня 1912 року у селі Бояркіно Коломенського повіту, нині Озерського району Московської області.
Із 1931 року працював в авіаційній промисловості. Після закінчення в 1938 році МАІ працював в ОКБ В. Ф. Болховітінова.
Навесні 1941 року Березняк, який працював начальником бригади механізмів, спільно з О. М. Ісаєвим почали розробку ескізного проєкту винищувача з РРД, конструкції Л. С. Душкіна. Після схвалення проєкту перший радянський ракетний винищувач БІ-1 був побудований в найкоротші терміни і вже восени 1941 року Б. М. Кудрін зробив на ньому 15 польотів без двигуна, в режимі планера. Випробування літака були продовжені після евакуації на Урал; перший політ на дослідному зразку літака БІ-1 виконав в 1942 році льотчик-випробувач Г. Я. Бахчиванджі. У серії БІ-1 не випускався, так як тривалість його польоту була занадто мала, а обслуговування і польоти літака з азотною кислотою як окислювача було вельми небезпечним.
Із 1946 року Березняк — заступник головного конструктора ОКБ-2 Г. Рессінга. На заводі № 1 (раніше — № 458) в Іваньково (нині місто Дубна) велися розробка, виготовлення та випробування експериментального літака 346 із двокамерним РРД з метою досягнення навколозвукових швидкостей.
12 жовтня 1951 року на підставі наказу № 1010 Міністра авіаційної промисловості на заводі № 1 було організовано філію ОКБ-155 (гол. конструктор А. І. Мікоян) для робіт за темою «Б» — створення крилатих ракет. Начальником цієї філії (пізніше перетвореної в МКБ «Радуга») і заступником головного конструктора був призначений О. Я. Березняк.
Отримав 6 авторських свідоцтв.
Помер 7 липня 1974 року в Дубна. Похований у Москві на Введенському кладовищі (діл. 29).

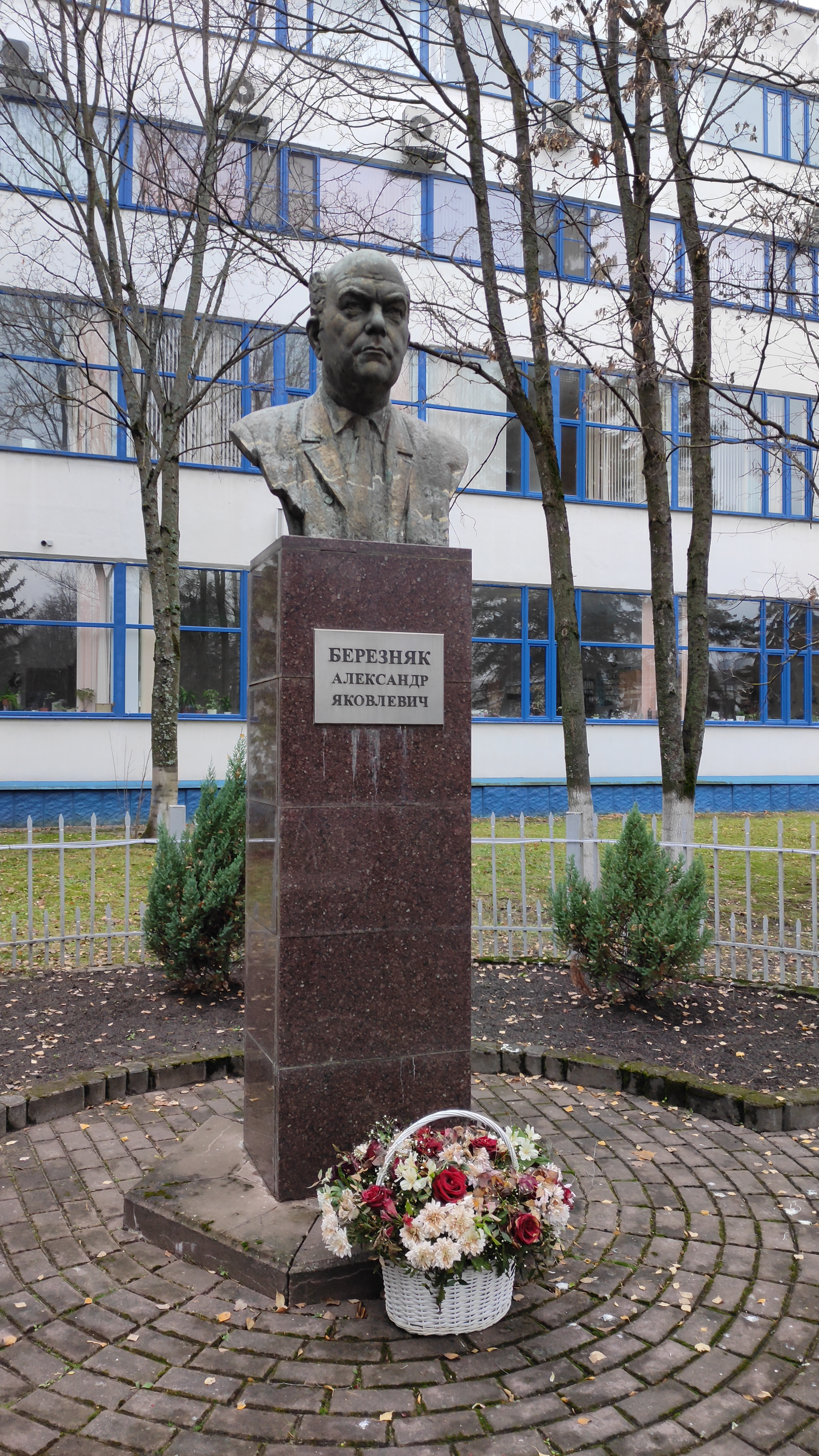
Бронзовий бюст Олександра Березняка в Дубні

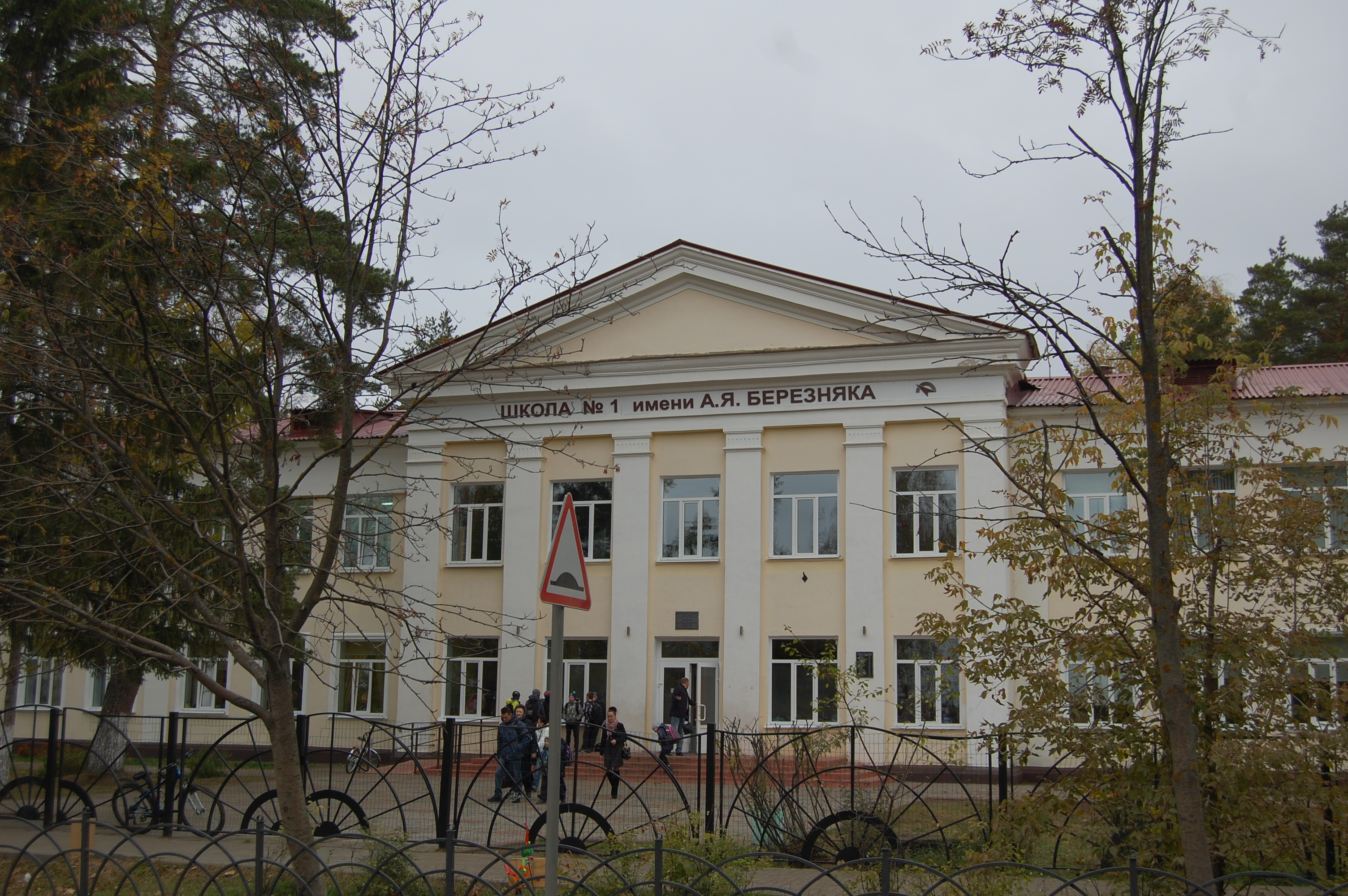
Загальноосвітня школа № 1 імені О. Я. Березняка в Дубні

## Роботи
Під керівництвом О. Я. Березняка розроблялися і серійно випускалися крилаті авіаційні ракети проти кораблів і наземних цілей, а також морські протикорабельні і протичовнові ракети, керовані ракети для літаків фронтової авіації та ін.; велися роботи зі створення експериментального пілотованого орбітального літака (ЕПОЛ) — прототипу «Бурана».
- літак БІ-1, 1941, КБ Болховітінова ;
- експериментальний літак"346" із двокамерним РРД, 1946, ОКБ-2 головного конструктора Г. Рессінга;
- експериментальний літак «468» із трикамерним РРД і мотором АМ-5, 1948—1949;
- крилата ракета КС (виробництво та доопрацювання, у співпраці з М. Й. Гуревичем), 1951;
- крилаті ракети КСР-5, К-10, Х-20, Х-22 (для Ту-22);
- гіперзвукова ПКР Х-45 (для Т-4, Т-4М та Т-4МС);
- пілотовані аналоги крилатих ракет МіГ-9Л (ФК), К, СДК-7, СМ-20, СМК;
- атмосферні аналоги орбітального літака ЕПОЛ системи «Спіраль» ;
- керовані ракети Х-28 (протирадіолокаційна, 1973).

## Нагороди та звання
- Ленінська премія (1961)
- Державна премія СРСР (1970)
- Орден Леніна
- Орден Жовтневої Революції
- Орден Трудового Червоного Прапора
- П'ять медалей СРСР
- Заслужений діяч науки і техніки РРФСР (1973)
- Доктор технічних наук (1968)
- Почесний громадянин міста Дубна (Московська область)

## Пам'ять
- Ім'я Березняка присвоєно МКБ «Радуга», біля головного корпусу цього конструкторського бюро встановлений бронзовий бюст головного конструктора
- Одна з вулиць Дубна названа на честь Березняка
- Ім'ям Березняка названа загальноосвітня школа № 1 в Дубні по вул. Макаренко